# 마라무레슈

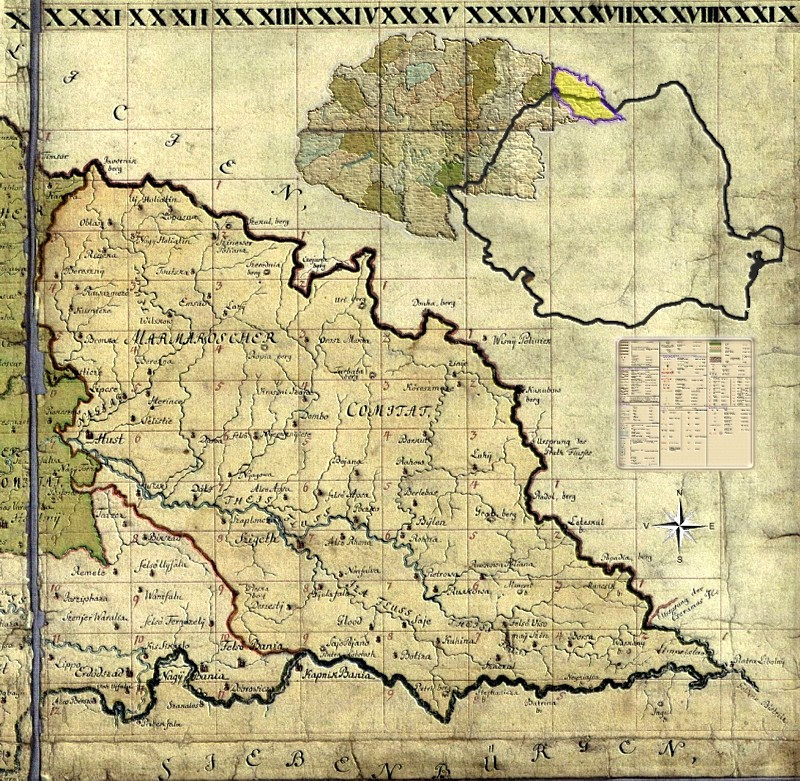
마라무레슈의 위치가 표시된 헝가리 왕국의 지도 (1780년-1784년)

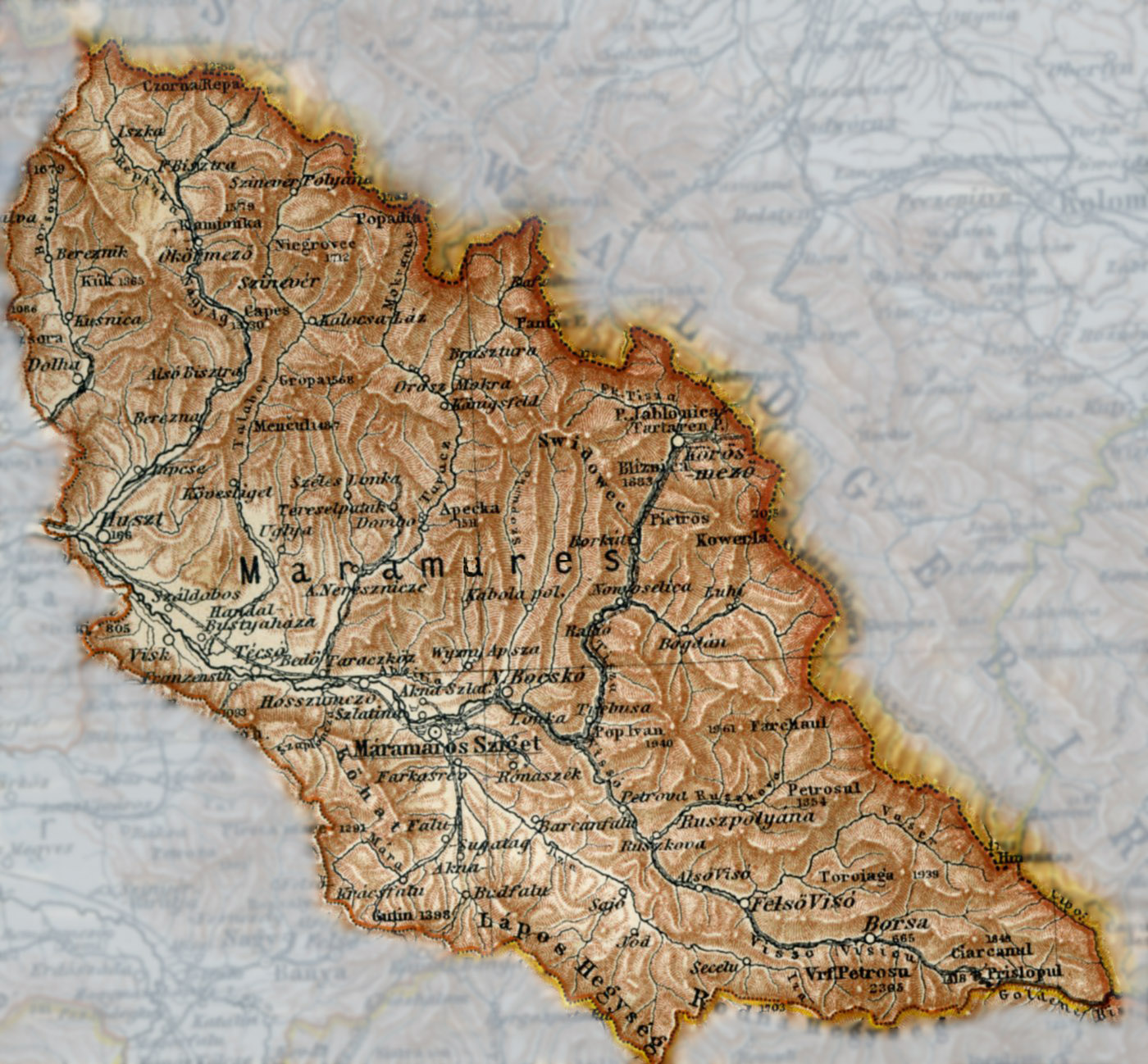
마라무레슈 지도 (1905년)

마라무레슈(루마니아어: Maramureș, 우크라이나어: Мармарощина / Marmaroshchyna 마르마로시나[*], 루신어: Мараморош / Maramorosh 마라모로시, 헝가리어: Máramaros 마러머로시[*], 독일어: Maramuresch 마라무레슈[*], 라틴어: Marmatia 마르마티아[*])는 루마니아 북부와 우크라이나 서부에 걸쳐 있는 지리적, 역사적, 민족적, 문화적 지역으로 카르파티아산맥 북동부와 티서강 상류에 위치한다. 루마니아령인 마라무레슈 남반부는 마라무레슈주에 속하며 우크라이나령인 마라무레슈 북반부는 자카르파탸주에 속한다.
다키아 시대부터 사람이 살기 시작했고 11세기부터 헝가리 왕국의 지배를 받았다. 1526년 오스만 제국이 모하치 전투에서 헝가리에 승리한 뒤부터 자치권을 부여받은 트란실바니아에 편입되었다. 1920년 트리아농 조약에 따라 루마니아령과 체코슬로바키아령으로 나뉘었다. 제2차 세계 대전 이후에 마라무레슈 북반부가 소련에 편입되었고 소련이 해체되면서 우크라이나령이 된다.